# 한스 마그누스 엔첸스베르거

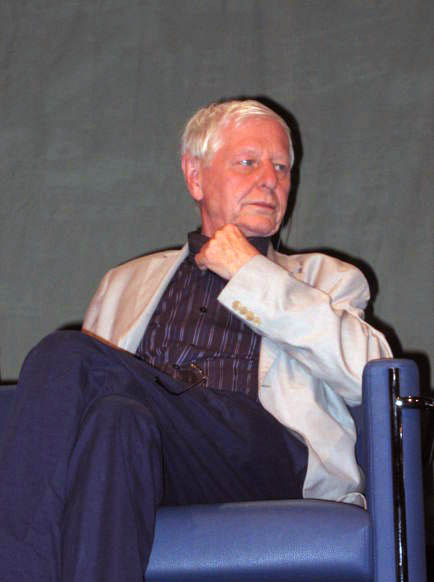
한스 마그누스 엔첸스베르거 (2006).

한스 마그누스 엔첸스베르거(Hans Magnus Enzensberger, 1929년 11월 11일 - 2022년 11월 24일)는 독일의 저명한 작가로, 《수학 귀신》, 《로베르트 너 어디 있었니?》, 《달과 달팽이》, 《타이타닉의 침몰》 등 여러 편의 작품을 썼다.'《수학 귀신 이야기》는 대한민국 초등학교 6학년 1학기 읽기 교과서에 소개되었다.